# Antonín Herynk
Antonín Herynk (9. června 1884 Butovice – 30. června 1942 Kobyliská střelnice) byl český učitel a starosta Roudnice nad Labem popravený nacisty.

## Život
Antonín Herynk se narodil 9. června 1884 v Butovicích, které byly v roce 1922 připojeny k Praze, zednickému mistrovi Matěji Herynkovi a jeho ženě Matyldě, roz. Šimáčkové. V roce 1903 se dal na učitelskou dráhu, jeho prvním místem byl post zatímního učitele v Ředhošti. Od následujícího roku již působil v Roudnici nad Labem a to zejména v obecné škole chlapecké. Mezi lety 1934 a 1939 byl jejím řídícím učitelem. Byl členem Československé sociálně demokratické strany dělnické a politickým komentátorem roudnického stranického časopisu Rudé proudy. Působil též ve vedení učitelské jednoty Budeč podřipská, jako funkcionář Zemského ústředního spolku jednot učitelských v Čechách a v redakci časopisu Český učitel. Od roku 1923 byl členem subkomise ministerstva školství a národní osvěty pro reformu vzdělávání učitelů obecných škol, několik let vedl redakční radu Vlastivědného sborníku Podřipska. Měl zásluhu na postavení pomníku Mistra Jana Husa na roudnickém náměstí a Masarykova domova pro soustřednou sociální péči. Od roku 1922 byl za svou stranu členem městského zastupitelstva, od roku 1925 pak městské rady, od roku 1931 prvním náměstkem starosty a mezi lety 1935 a 1939 pak starostou města Roudnice nad Labem. V lednu 1939 musel po nátlaku odstoupit, v červnu téhož roku byl penzionován i z postu řídícího učitele obecné školy. Během Heydrichiády byl na udání zatčen gestapem a 30. 6. 1942 popraven na Kobyliské střelnici v Praze. Jeho potomci nadále žijí v Roudnici nad Labem.

## Posmrtná ocenění
- V roce 1947 byl Antonín Herynk jmenován okresním školním inspektorem in memoriam.
- Jméno Antonína Herynka je uvedeno na pamětní desce obětem druhé světové války v hale roudnické spořitelny, kde působil jako předseda spořitelního výboru.[3]